# Братский народ
«Братский народ» — пропагандистский термин, политико-идеологическое клише, прежде всего в России. В славянских странах основана на панславизме.
Мифологема братства русского и украинского народов была одной из основополагающих мифологем советской пропаганды, пришедшей на смену дореволюционной официальной концепции триединства русского народа.

## Германия и «братские народы»
В конце XIX века идеологема «братский народ» применялась немецкими военными теоретиками по отношению к австрийцам в контексте противостояния Германии и Франции.

## Речь Посполитая

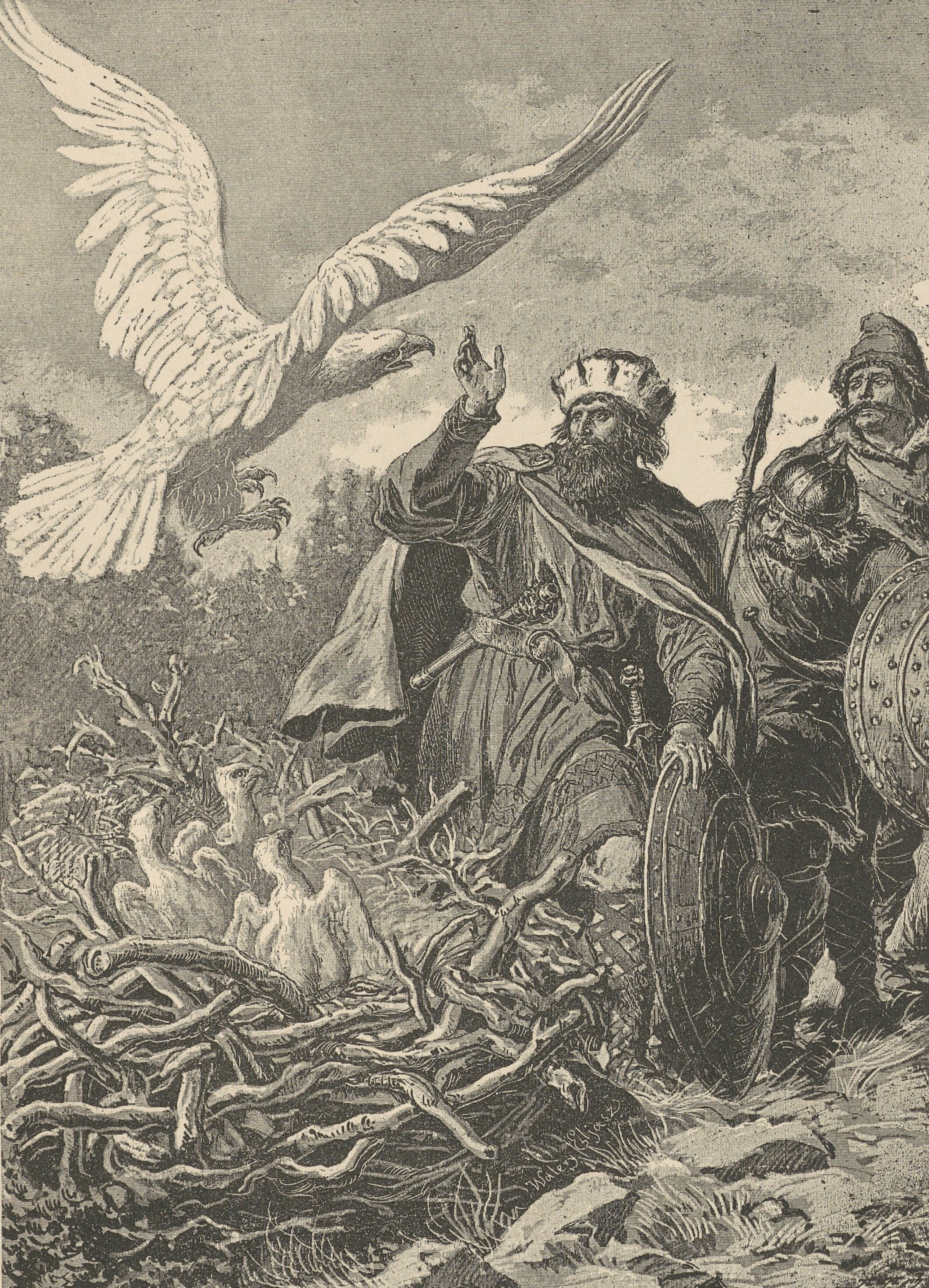
Чех, Лях, Рус с орлом

Польские хроники конца XVI — начала XVII вспоминают легенду о трех мифических братьях Чеха, Ляха, Руса, искавших себе землю, а найдя построившие три страны — Чехию, Лехию, Русию. При помощи князей Острожских эта легенда проникла на территорию Украины. Свою генеалогию князья начали выводить его от князя Владимира, а впоследствии к родоначальнику всех Русей — никогда не существовавшему «Русу». Действия князей создавали фундамент для внедрения термина «Древний народ русский», который имеет свою очерченную территорию.

## Россия и «братские народы»

### Историческая основа
Идея о «братских народах» появилась во времена позднего сталинизма после Второй мировой войны и окончательно утвердилась после «празднования» 300-летия Переяславского совета в 1954 году. Именно тогда возникла эта мифологема о русском народе как «старшем брате» и украинском народе как «младшем брате».
Штамп «Братский народ» распространен в России (в разных формах ее существования: Российская империя, Российская СФСР, Российская Федерация), в первую очередь, в отношении украинцев и белорусов, а также в отношении болгар, поляков, сербов, испанцев, чехов и словаков и т. д. При этом признание этих народов «братскими» происходило во время и как составляющая русской агрессии против этих или соседних народов, а именно признание является инструментом укрепления русского мира и экспансии русского языка.

### Болгария
Экспансия Российской империи на Балканский полуостров во второй половине XIX века привела к втягиванию нескольких славянских народов, прежде всего болгарского, занимавшего предельную с Российской империей восточную часть полуострова, в круг «братских». Такая политика в отношении болгар подкреплялась тем, что и россияне, и болгары — православные, и даже церковные книги в России и Болгарии написаны на том же церковно-славянском языке.
Такая политика продолжается и по сей день, причем — не всегда открыто. Так, Президент Болгарии Росен Плевнелиев утверждает, что существует много признаков того, что Россия финансирует антиевропейские партии и средства массовой информации в Болгарии и других странах Европы, стремясь таким образом подорвать ЕС изнутри и сохранить влияние России на Болгарию. При этом российские специалисты считают, что болгарские элиты постоянно конфликтуют с братскими чувствами между народами Болгарии и России, мотивируя это позицией отдельных болгарских русофильских объединений.

### Сербия
Сербы оказались одним из первых народов, который, попав в поле интересов Российской империи еще во времена Первой мировой войны, был признан «братским». В это время императорский посланник в русской императорской Миссии в Ницце князь Григорий Трубецкой отмечал, что готовность поддержать братский народ в трудную минуту не только военными средствами соответствовала задаче Российской империи по сохранению завоеванных в предвоенные годы политических позиций на Балканах, в первую очередь в Сербии и Черногории.

### Польша
В 1881 году, во времена активной русификации Польши русский историк и политик Николай Кареев писал: «Неужели не подадим братской руки братскому народу, потерявшему покой ума от страшной судьбы, постигшей его отчизну».

### Чехословакия
В 1968 году во время народных протестов в Чехословакии Министр обороны СССР Андрей Гречко заявил по поводу вторжения советских войск в Чехословакию: «мы идем к нашим братьям помочь им в защите социализма».

### Беларусь
Весной 2017 года Председатель Совета Федерации Федерального Собрания Российской Федерации Валентина Матвиенко заявила: Беларусь — братский народ, стратегический партнер, с которым мы строим Союзное государство . При этом белорусская сторона время от времени заявляет о неготовности идти на дальнейшие уступки.

### Украина
Значение идиомы «братский народ» по отношению к украинцам видоизменялось в России в зависимости от политических обстоятельств. В Российской империи делался упор на то, что русские и украинцы — единый народ; во времена Советского Союза — братский, «единокровный» ; в современной Российской Федерации с началом роста агрессивных настроений по отношению к Украине политическое руководство и Российская православная церковь вновь начали характеризовать народ Украины как один народ с русскими, или как часть русского народа.
В начале 1860-х годов русский этнограф Густав-Теодор Паули в своем многотомном издании «Этнографическое описание народов России» писал: «Нынешние малороссы произошли от туземного населения, они сохранили давнюю веру своих предков, и до отделения Малороссии от России жили вместе с Россией — единоверной и братской нацией». При этом он признавал, что «малороссы остались свободными от внешних влияний и сохранили чистоту нации», тем самым выделяя украинцев как нацию.
После начала необъявленной войны с Украиной Россия запустила пропагандистскую кампанию об украинцах и русских как «братском народе». В ходе войны на востоке Украины 2014—2022 годов президент России Владимир Путин назвал украинцев братским народом. При этом на 2015 год, как показывают социологические исследования, число считавших народ соседней страны братским уменьшилось до 34 % из около 90 % в Украине и около 80 % в России, как было до начала конфликта.
Историк Сергей Плохий в своей книге «Российско-украинская война: возвращение истории» (англ. The Russo-Ukrainian War: The Return of History) убеждён, что полномасштабное российское вторжение в Украину, начавшееся 24 февраля 2022 года, уничтожило последние остатки веры в то, что украинцы и русские — братские народы, не говоря уже о концепте «одного народа».

### Турция
Особым случаем в контексте «братских» отношений России с зарубежными странами является Турция. Преамбула Московского договора РСФСР с Турцией от 16 марта 1921 г. гласит: «Правительство Российской Социалистической Федеративной Советской Республики и Правительство Великого Национального Собрания Турции, разделяя принципы братства наций и права народов на самоопределение, отмечая существующую между ними солидарность в борьбе против империализма, равно как и тот факт, что всякие трудности, созданные для одного из двух народов, ухудшают положение другого. И всецело воодушевляемые желанием установить между ними постоянные сердечные взаимоотношения и неразрывную дружбу, основанную на взаимных интересах обеих сторон, решили заключить договор о дружбе и братстве...». Упомянутый договор действует до настоящего времени и является старейшим из международных соглашений с участием России, в котором принцип «братства» был закреплён юридически.
Особый характер отношений советского государства с Турцией был официально признан кемалистами и на символическом уровне. В 1928 г. на пл. Таксим в Стамбуле был открыт монумент «Республика». Среди помещённых на нём фигур были установлены статуи С. И. Аралова, К. Е. Ворошилова и М. В. Фрунзе. Несмотря на неоднократные осложнения в двусторонних отношениях, эти скульптуры стоят и сегодня.